# Bettoncourt
Bettoncourt település Franciaországban, Vosges megyében. Lakosainak száma 91 fő (2022. január 1.). Bettoncourt Mazirot, Vomécourt-sur-Madon, Ambacourt, Chauffecourt és Gircourt-lès-Viéville községekkel határos.

## Népesség
A település népességének változása:
| Lakosok száma | 85   | 88   | 93   | 96   | 96   | 96   | 96   | 94   | 91   |
|               | 2013 | 2015 | 2016 | 2017 | 2018 | 2019 | 2020 | 2021 | 2022 |